# إم 10 بوكر
إم 10 بوكر (بالإنجليزية: M10 Booker)‏ هو مدفع هجومي أمريكي  أنتجته شركة جنرال دينامكس للنظم البرية للخدمة في جيش الولايات المتحدة. طُورت مركبة إم 10 من مركبة القتال المدرعة جي إل دي إس جريفن 2 التي فازت ببرنامج القوة النارية المحمية النقالة في يونيو 2022. كان العقد الأولي يضم 96 مركبة إنتاج أولي منخفض الوتيرة، يُسلم أولها في فبراير 2024؛ إلا أنه في 2 مايو 2025، أعلن وزير الجيش دان دريسكول أن البرنامج أُلغي بسبب التكلفة، وعقد صيانة سيئ التفاوض، ووزنه، وتصميمه. وكان الجيش قد استلم حوالي 80 مركبة عند إلغاء البرنامج. يظل مستقبل هذه المركبات غير مؤكد وقد تُنقل إلى وحدات مدرعة، أو تباع في الخارج، أو تنقل إلى مستودعات.

## التصنيف
أطلق بعض الضباط العسكريين ووسائل الإعلام الدفاعية على المركبة وصف الدبابة الخفيفة بسبب تصميمها ومظهرها، على الرغم من أن مسؤولي الجيش المرتبطين ببرنامج MPF يعتبرون هذا غير صحيح. يبلغ وزن المركبة حوالي 38 طنًا، وهو ما يعادل وزن العديد من الدبابات المتوسطة والرئيسية التي تستخدمها دول أخرى. من حيث التصميم، فهي ليست دبابة وفقًا للمعايير الحديثة، ووفقًا للوصف، فإنها ستؤدي بشكل أساسي دور المدفع الهجومي.
أفادت مجلة صناعة الدفاع ( الأمن والدفاع الأوروبي) في يناير 2025 أن البنتاجون قد أعرب عن معارضته لتوصيف الدبابة الخفيفة، قائلًا: "الاعتراض الرئيسي على تسمية الدبابة الخفيفة موجود في بيان مهمة المركبة، وهو توفير نيران مباشرة لتحييد العوائق التي تواجه المشاة عادةً، مثل المخابئ ومواقع المدافع أو المركبات المدرعة الخفيفة."  صرحت المتحدثة باسم مكتب تنفيذي لبرنامج أنظمة الأرض في الجيش، آشلي جون، في عام 2022 أن "مركبات القوة النارية المحمية النقالة غير مصممة لتكون قادرة على الاشتباك مع دبابات العدو".  وأكد اللواء جلين دين، المسؤول التنفيذي لبرنامج أنظمة القتال الأرضي، بشكل منفصل أن "الدبابات الخفيفة" كانت تؤدي تاريخيًا وظائف الاستطلاع، "وهذه ليست مركبة استطلاع، بل هي مدفع هجومي".
 
وفقًا للعقيد بيت جورج، مدير منتج مركبة القتال إم 10 بوكر، تُعرف المركبة بأنها "مركبة دعم مشاة مدرعة".

## الخلفية والاختيار
اشتقت جي إل دي إس جريفن 2 من منصة مركبة القتال المشاة النمساوية الإسبانية ASCOD 2، وقُدمت في إطار برنامج القوة النارية المحمية النقالة التابع للجيش. وفقًا لمتطلبات عيار البرنامج، فقد تم دمج مدفع دبابة إم 35 عيار 105 ملم وهيكل معاد تصميمه. صُمم مدفع إم 35 في الأصل بواسطة Benét Laboratories Watervliet Arsenal، في عام 1983 لبرنامج القوة النارية المحمية النقالة التابع لسلاح مشاة البحرية. دُمج لاحقًا في نظام المدفعية المدرعة إم 8 التابع للجيش، والذي أُلغي في عام 1996. يبلغ وزن إم 35 حوالي 1,800 رطل (816 كـغ) أخف من مدفع الدبابة إم 68 المستخدم في دبابة إم 60.
في ديسمبر 2018، اختيرت شركة جنرال ديناميكس لاند سيستمز، جنبًا إلى جنب مع شركة بي أيه إي سيستمز، لتطوير النماذج الأولية. قدمت شركة جي إل دي إس نموذجها الأولي في أبريل 2020. واستبعد تصميم شركة بي أيه إي الخاص بـ M8 AGS في مارس 2022. في يونيو 2022، فازت شركة جي إل دي إس بمنافسة برنامج القوة النارية المحمية النقالة وحصلت على عقد بقيمة تصل إلى 1.14 مليار دولار.

### الإلغاء
أعلنت وزارة الدفاع في 2 مايو 2025 عن إلغاء برنامج إم10. أشار وزير الجيش دان دريسكول إلى أن البرنامج أُلغي بسبب التكلفة، وحق الإصلاح وعقد الصيانة الذي تم التفاوض عليه بشكل سيئ، ووزن المركبة البالغ 38 طنًا، وتصميمها. وكان الجيش قد استلم ما يقرب من 80 مركبة عند إلغاء البرنامج. يظل مستقبل المركبات المستلمة غير مؤكد وقد تُنقل إلى وحدات مدرعة أو تباع في الخارج أو تخزن.

## المشغلون
الولايات المتحدة
- جيش الولايات المتحدة (حوالي 80)[29][30] (ملغاة)